# Metánszulfonsav
A metánszulfonsav színtelen folyadék, a legegyszerűbb alkánszulfonsav, képlete CH3SO3H. A metánszulfonsav sóit és észtereit mezilátoknak hívják.
A kénsav (H2SO4) és metilszulfonilmetán ((CH3)2SO2) közötti átmeneti vegyületnek tekinthető, ahogy az egyes −OH csoportokat lépésenként  −CH3 csoportra cseréljük ki. Az −SO2 csoport eltávolítása nélkül ez a sorozat egyik irányban sem folytatható.

## Előállítása és felhasználása
Előállítható metil-merkaptán salétromsavas oxidációjával vagy kén-trioxid és metán reakciójában. A dimetil-diszulfid oxidációja is metánszulfonsavat eredményez.
A metánszulfonsav felhasználható borán (BH3) előállítására: NaBH4-tal aprotikus oldószerben, például THF-ben vagy DMS-ben reagáltatva a BH3 és az oldószer komplexe keletkezik.
Alkilezési, észteresítési és polimerizációs reakciók katalizátora. Szerves kémiai szintézisekben a reaktív metánszulfonil-klorid formájában felhasználható szabad hidroxilcsoportok védelmére. A hidroxidion nukleofil szubsztitúciós reakciókban a legrosszabb távozó csoport, de a hidroxilcsoport metánszulfonil-kloriddal átalakítható a jó távozó metánszulfonáttá. A detergensek előállításának alapanyaga, és felhasználják könnyűfémek, például az alumínium színezésére is. Kénsavval és tetrafluoro-bórsavval együtt az elektrolitikus ónbevonatok készítésénél is alkalmazzák.

## Fordítás
Ez a szócikk részben vagy egészben a Methanesulfonic acid című angol Wikipédia-szócikk ezen változatának fordításán alapul.  Az eredeti cikk szerkesztőit annak laptörténete sorolja fel. Ez a jelzés csupán a megfogalmazás eredetét és a szerzői jogokat jelzi, nem szolgál a cikkben szereplő információk forrásmegjelöléseként.
Ez a szócikk részben vagy egészben a Methansulfonsäure című német Wikipédia-szócikk ezen változatának fordításán alapul.  Az eredeti cikk szerkesztőit annak laptörténete sorolja fel. Ez a jelzés csupán a megfogalmazás eredetét és a szerzői jogokat jelzi, nem szolgál a cikkben szereplő információk forrásmegjelöléseként.